# Transpozycja (szachy)
|   | a | b | c | d | e | f | g | h |   |
| 8 | a8 – Czarna wieża · b8 – Czarny skoczek · c8 – Czarny goniec · d8 – Czarny hetman · e8 – Czarny król · f8 – Czarny goniec · h8 – Czarna wieża · a7 – Czarny pionek · b7 – Czarny pionek · c7 – Czarny pionek · f7 – Czarny pionek · g7 – Czarny pionek · h7 – Czarny pionek · e6 – Czarny pionek · f6 – Czarny skoczek · d5 – Czarny pionek · c4 – Biały pionek · d4 – Biały pionek · c3 – Biały skoczek · f3 – Biały skoczek · a2 – Biały pionek · b2 – Biały pionek · e2 – Biały pionek · f2 – Biały pionek · g2 – Biały pionek · h2 – Biały pionek · a1 – Biała wieża · c1 – Biały goniec · d1 – Biały hetman · e1 – Biały król · f1 – Biały goniec · h1 – Biała wieża | a8 – Czarna wieża · b8 – Czarny skoczek · c8 – Czarny goniec · d8 – Czarny hetman · e8 – Czarny król · f8 – Czarny goniec · h8 – Czarna wieża · a7 – Czarny pionek · b7 – Czarny pionek · c7 – Czarny pionek · f7 – Czarny pionek · g7 – Czarny pionek · h7 – Czarny pionek · e6 – Czarny pionek · f6 – Czarny skoczek · d5 – Czarny pionek · c4 – Biały pionek · d4 – Biały pionek · c3 – Biały skoczek · f3 – Biały skoczek · a2 – Biały pionek · b2 – Biały pionek · e2 – Biały pionek · f2 – Biały pionek · g2 – Biały pionek · h2 – Biały pionek · a1 – Biała wieża · c1 – Biały goniec · d1 – Biały hetman · e1 – Biały król · f1 – Biały goniec · h1 – Biała wieża | a8 – Czarna wieża · b8 – Czarny skoczek · c8 – Czarny goniec · d8 – Czarny hetman · e8 – Czarny król · f8 – Czarny goniec · h8 – Czarna wieża · a7 – Czarny pionek · b7 – Czarny pionek · c7 – Czarny pionek · f7 – Czarny pionek · g7 – Czarny pionek · h7 – Czarny pionek · e6 – Czarny pionek · f6 – Czarny skoczek · d5 – Czarny pionek · c4 – Biały pionek · d4 – Biały pionek · c3 – Biały skoczek · f3 – Biały skoczek · a2 – Biały pionek · b2 – Biały pionek · e2 – Biały pionek · f2 – Biały pionek · g2 – Biały pionek · h2 – Biały pionek · a1 – Biała wieża · c1 – Biały goniec · d1 – Biały hetman · e1 – Biały król · f1 – Biały goniec · h1 – Biała wieża | a8 – Czarna wieża · b8 – Czarny skoczek · c8 – Czarny goniec · d8 – Czarny hetman · e8 – Czarny król · f8 – Czarny goniec · h8 – Czarna wieża · a7 – Czarny pionek · b7 – Czarny pionek · c7 – Czarny pionek · f7 – Czarny pionek · g7 – Czarny pionek · h7 – Czarny pionek · e6 – Czarny pionek · f6 – Czarny skoczek · d5 – Czarny pionek · c4 – Biały pionek · d4 – Biały pionek · c3 – Biały skoczek · f3 – Biały skoczek · a2 – Biały pionek · b2 – Biały pionek · e2 – Biały pionek · f2 – Biały pionek · g2 – Biały pionek · h2 – Biały pionek · a1 – Biała wieża · c1 – Biały goniec · d1 – Biały hetman · e1 – Biały król · f1 – Biały goniec · h1 – Biała wieża | a8 – Czarna wieża · b8 – Czarny skoczek · c8 – Czarny goniec · d8 – Czarny hetman · e8 – Czarny król · f8 – Czarny goniec · h8 – Czarna wieża · a7 – Czarny pionek · b7 – Czarny pionek · c7 – Czarny pionek · f7 – Czarny pionek · g7 – Czarny pionek · h7 – Czarny pionek · e6 – Czarny pionek · f6 – Czarny skoczek · d5 – Czarny pionek · c4 – Biały pionek · d4 – Biały pionek · c3 – Biały skoczek · f3 – Biały skoczek · a2 – Biały pionek · b2 – Biały pionek · e2 – Biały pionek · f2 – Biały pionek · g2 – Biały pionek · h2 – Biały pionek · a1 – Biała wieża · c1 – Biały goniec · d1 – Biały hetman · e1 – Biały król · f1 – Biały goniec · h1 – Biała wieża | a8 – Czarna wieża · b8 – Czarny skoczek · c8 – Czarny goniec · d8 – Czarny hetman · e8 – Czarny król · f8 – Czarny goniec · h8 – Czarna wieża · a7 – Czarny pionek · b7 – Czarny pionek · c7 – Czarny pionek · f7 – Czarny pionek · g7 – Czarny pionek · h7 – Czarny pionek · e6 – Czarny pionek · f6 – Czarny skoczek · d5 – Czarny pionek · c4 – Biały pionek · d4 – Biały pionek · c3 – Biały skoczek · f3 – Biały skoczek · a2 – Biały pionek · b2 – Biały pionek · e2 – Biały pionek · f2 – Biały pionek · g2 – Biały pionek · h2 – Biały pionek · a1 – Biała wieża · c1 – Biały goniec · d1 – Biały hetman · e1 – Biały król · f1 – Biały goniec · h1 – Biała wieża | a8 – Czarna wieża · b8 – Czarny skoczek · c8 – Czarny goniec · d8 – Czarny hetman · e8 – Czarny król · f8 – Czarny goniec · h8 – Czarna wieża · a7 – Czarny pionek · b7 – Czarny pionek · c7 – Czarny pionek · f7 – Czarny pionek · g7 – Czarny pionek · h7 – Czarny pionek · e6 – Czarny pionek · f6 – Czarny skoczek · d5 – Czarny pionek · c4 – Biały pionek · d4 – Biały pionek · c3 – Biały skoczek · f3 – Biały skoczek · a2 – Biały pionek · b2 – Biały pionek · e2 – Biały pionek · f2 – Biały pionek · g2 – Biały pionek · h2 – Biały pionek · a1 – Biała wieża · c1 – Biały goniec · d1 – Biały hetman · e1 – Biały król · f1 – Biały goniec · h1 – Biała wieża | a8 – Czarna wieża · b8 – Czarny skoczek · c8 – Czarny goniec · d8 – Czarny hetman · e8 – Czarny król · f8 – Czarny goniec · h8 – Czarna wieża · a7 – Czarny pionek · b7 – Czarny pionek · c7 – Czarny pionek · f7 – Czarny pionek · g7 – Czarny pionek · h7 – Czarny pionek · e6 – Czarny pionek · f6 – Czarny skoczek · d5 – Czarny pionek · c4 – Biały pionek · d4 – Biały pionek · c3 – Biały skoczek · f3 – Biały skoczek · a2 – Biały pionek · b2 – Biały pionek · e2 – Biały pionek · f2 – Biały pionek · g2 – Biały pionek · h2 – Biały pionek · a1 – Biała wieża · c1 – Biały goniec · d1 – Biały hetman · e1 – Biały król · f1 – Biały goniec · h1 – Biała wieża | 8 |
| 7 | a8 – Czarna wieża · b8 – Czarny skoczek · c8 – Czarny goniec · d8 – Czarny hetman · e8 – Czarny król · f8 – Czarny goniec · h8 – Czarna wieża · a7 – Czarny pionek · b7 – Czarny pionek · c7 – Czarny pionek · f7 – Czarny pionek · g7 – Czarny pionek · h7 – Czarny pionek · e6 – Czarny pionek · f6 – Czarny skoczek · d5 – Czarny pionek · c4 – Biały pionek · d4 – Biały pionek · c3 – Biały skoczek · f3 – Biały skoczek · a2 – Biały pionek · b2 – Biały pionek · e2 – Biały pionek · f2 – Biały pionek · g2 – Biały pionek · h2 – Biały pionek · a1 – Biała wieża · c1 – Biały goniec · d1 – Biały hetman · e1 – Biały król · f1 – Biały goniec · h1 – Biała wieża | a8 – Czarna wieża · b8 – Czarny skoczek · c8 – Czarny goniec · d8 – Czarny hetman · e8 – Czarny król · f8 – Czarny goniec · h8 – Czarna wieża · a7 – Czarny pionek · b7 – Czarny pionek · c7 – Czarny pionek · f7 – Czarny pionek · g7 – Czarny pionek · h7 – Czarny pionek · e6 – Czarny pionek · f6 – Czarny skoczek · d5 – Czarny pionek · c4 – Biały pionek · d4 – Biały pionek · c3 – Biały skoczek · f3 – Biały skoczek · a2 – Biały pionek · b2 – Biały pionek · e2 – Biały pionek · f2 – Biały pionek · g2 – Biały pionek · h2 – Biały pionek · a1 – Biała wieża · c1 – Biały goniec · d1 – Biały hetman · e1 – Biały król · f1 – Biały goniec · h1 – Biała wieża | a8 – Czarna wieża · b8 – Czarny skoczek · c8 – Czarny goniec · d8 – Czarny hetman · e8 – Czarny król · f8 – Czarny goniec · h8 – Czarna wieża · a7 – Czarny pionek · b7 – Czarny pionek · c7 – Czarny pionek · f7 – Czarny pionek · g7 – Czarny pionek · h7 – Czarny pionek · e6 – Czarny pionek · f6 – Czarny skoczek · d5 – Czarny pionek · c4 – Biały pionek · d4 – Biały pionek · c3 – Biały skoczek · f3 – Biały skoczek · a2 – Biały pionek · b2 – Biały pionek · e2 – Biały pionek · f2 – Biały pionek · g2 – Biały pionek · h2 – Biały pionek · a1 – Biała wieża · c1 – Biały goniec · d1 – Biały hetman · e1 – Biały król · f1 – Biały goniec · h1 – Biała wieża | a8 – Czarna wieża · b8 – Czarny skoczek · c8 – Czarny goniec · d8 – Czarny hetman · e8 – Czarny król · f8 – Czarny goniec · h8 – Czarna wieża · a7 – Czarny pionek · b7 – Czarny pionek · c7 – Czarny pionek · f7 – Czarny pionek · g7 – Czarny pionek · h7 – Czarny pionek · e6 – Czarny pionek · f6 – Czarny skoczek · d5 – Czarny pionek · c4 – Biały pionek · d4 – Biały pionek · c3 – Biały skoczek · f3 – Biały skoczek · a2 – Biały pionek · b2 – Biały pionek · e2 – Biały pionek · f2 – Biały pionek · g2 – Biały pionek · h2 – Biały pionek · a1 – Biała wieża · c1 – Biały goniec · d1 – Biały hetman · e1 – Biały król · f1 – Biały goniec · h1 – Biała wieża | a8 – Czarna wieża · b8 – Czarny skoczek · c8 – Czarny goniec · d8 – Czarny hetman · e8 – Czarny król · f8 – Czarny goniec · h8 – Czarna wieża · a7 – Czarny pionek · b7 – Czarny pionek · c7 – Czarny pionek · f7 – Czarny pionek · g7 – Czarny pionek · h7 – Czarny pionek · e6 – Czarny pionek · f6 – Czarny skoczek · d5 – Czarny pionek · c4 – Biały pionek · d4 – Biały pionek · c3 – Biały skoczek · f3 – Biały skoczek · a2 – Biały pionek · b2 – Biały pionek · e2 – Biały pionek · f2 – Biały pionek · g2 – Biały pionek · h2 – Biały pionek · a1 – Biała wieża · c1 – Biały goniec · d1 – Biały hetman · e1 – Biały król · f1 – Biały goniec · h1 – Biała wieża | a8 – Czarna wieża · b8 – Czarny skoczek · c8 – Czarny goniec · d8 – Czarny hetman · e8 – Czarny król · f8 – Czarny goniec · h8 – Czarna wieża · a7 – Czarny pionek · b7 – Czarny pionek · c7 – Czarny pionek · f7 – Czarny pionek · g7 – Czarny pionek · h7 – Czarny pionek · e6 – Czarny pionek · f6 – Czarny skoczek · d5 – Czarny pionek · c4 – Biały pionek · d4 – Biały pionek · c3 – Biały skoczek · f3 – Biały skoczek · a2 – Biały pionek · b2 – Biały pionek · e2 – Biały pionek · f2 – Biały pionek · g2 – Biały pionek · h2 – Biały pionek · a1 – Biała wieża · c1 – Biały goniec · d1 – Biały hetman · e1 – Biały król · f1 – Biały goniec · h1 – Biała wieża | a8 – Czarna wieża · b8 – Czarny skoczek · c8 – Czarny goniec · d8 – Czarny hetman · e8 – Czarny król · f8 – Czarny goniec · h8 – Czarna wieża · a7 – Czarny pionek · b7 – Czarny pionek · c7 – Czarny pionek · f7 – Czarny pionek · g7 – Czarny pionek · h7 – Czarny pionek · e6 – Czarny pionek · f6 – Czarny skoczek · d5 – Czarny pionek · c4 – Biały pionek · d4 – Biały pionek · c3 – Biały skoczek · f3 – Biały skoczek · a2 – Biały pionek · b2 – Biały pionek · e2 – Biały pionek · f2 – Biały pionek · g2 – Biały pionek · h2 – Biały pionek · a1 – Biała wieża · c1 – Biały goniec · d1 – Biały hetman · e1 – Biały król · f1 – Biały goniec · h1 – Biała wieża | a8 – Czarna wieża · b8 – Czarny skoczek · c8 – Czarny goniec · d8 – Czarny hetman · e8 – Czarny król · f8 – Czarny goniec · h8 – Czarna wieża · a7 – Czarny pionek · b7 – Czarny pionek · c7 – Czarny pionek · f7 – Czarny pionek · g7 – Czarny pionek · h7 – Czarny pionek · e6 – Czarny pionek · f6 – Czarny skoczek · d5 – Czarny pionek · c4 – Biały pionek · d4 – Biały pionek · c3 – Biały skoczek · f3 – Biały skoczek · a2 – Biały pionek · b2 – Biały pionek · e2 – Biały pionek · f2 – Biały pionek · g2 – Biały pionek · h2 – Biały pionek · a1 – Biała wieża · c1 – Biały goniec · d1 – Biały hetman · e1 – Biały król · f1 – Biały goniec · h1 – Biała wieża | 7 |
| 6 | a8 – Czarna wieża · b8 – Czarny skoczek · c8 – Czarny goniec · d8 – Czarny hetman · e8 – Czarny król · f8 – Czarny goniec · h8 – Czarna wieża · a7 – Czarny pionek · b7 – Czarny pionek · c7 – Czarny pionek · f7 – Czarny pionek · g7 – Czarny pionek · h7 – Czarny pionek · e6 – Czarny pionek · f6 – Czarny skoczek · d5 – Czarny pionek · c4 – Biały pionek · d4 – Biały pionek · c3 – Biały skoczek · f3 – Biały skoczek · a2 – Biały pionek · b2 – Biały pionek · e2 – Biały pionek · f2 – Biały pionek · g2 – Biały pionek · h2 – Biały pionek · a1 – Biała wieża · c1 – Biały goniec · d1 – Biały hetman · e1 – Biały król · f1 – Biały goniec · h1 – Biała wieża | a8 – Czarna wieża · b8 – Czarny skoczek · c8 – Czarny goniec · d8 – Czarny hetman · e8 – Czarny król · f8 – Czarny goniec · h8 – Czarna wieża · a7 – Czarny pionek · b7 – Czarny pionek · c7 – Czarny pionek · f7 – Czarny pionek · g7 – Czarny pionek · h7 – Czarny pionek · e6 – Czarny pionek · f6 – Czarny skoczek · d5 – Czarny pionek · c4 – Biały pionek · d4 – Biały pionek · c3 – Biały skoczek · f3 – Biały skoczek · a2 – Biały pionek · b2 – Biały pionek · e2 – Biały pionek · f2 – Biały pionek · g2 – Biały pionek · h2 – Biały pionek · a1 – Biała wieża · c1 – Biały goniec · d1 – Biały hetman · e1 – Biały król · f1 – Biały goniec · h1 – Biała wieża | a8 – Czarna wieża · b8 – Czarny skoczek · c8 – Czarny goniec · d8 – Czarny hetman · e8 – Czarny król · f8 – Czarny goniec · h8 – Czarna wieża · a7 – Czarny pionek · b7 – Czarny pionek · c7 – Czarny pionek · f7 – Czarny pionek · g7 – Czarny pionek · h7 – Czarny pionek · e6 – Czarny pionek · f6 – Czarny skoczek · d5 – Czarny pionek · c4 – Biały pionek · d4 – Biały pionek · c3 – Biały skoczek · f3 – Biały skoczek · a2 – Biały pionek · b2 – Biały pionek · e2 – Biały pionek · f2 – Biały pionek · g2 – Biały pionek · h2 – Biały pionek · a1 – Biała wieża · c1 – Biały goniec · d1 – Biały hetman · e1 – Biały król · f1 – Biały goniec · h1 – Biała wieża | a8 – Czarna wieża · b8 – Czarny skoczek · c8 – Czarny goniec · d8 – Czarny hetman · e8 – Czarny król · f8 – Czarny goniec · h8 – Czarna wieża · a7 – Czarny pionek · b7 – Czarny pionek · c7 – Czarny pionek · f7 – Czarny pionek · g7 – Czarny pionek · h7 – Czarny pionek · e6 – Czarny pionek · f6 – Czarny skoczek · d5 – Czarny pionek · c4 – Biały pionek · d4 – Biały pionek · c3 – Biały skoczek · f3 – Biały skoczek · a2 – Biały pionek · b2 – Biały pionek · e2 – Biały pionek · f2 – Biały pionek · g2 – Biały pionek · h2 – Biały pionek · a1 – Biała wieża · c1 – Biały goniec · d1 – Biały hetman · e1 – Biały król · f1 – Biały goniec · h1 – Biała wieża | a8 – Czarna wieża · b8 – Czarny skoczek · c8 – Czarny goniec · d8 – Czarny hetman · e8 – Czarny król · f8 – Czarny goniec · h8 – Czarna wieża · a7 – Czarny pionek · b7 – Czarny pionek · c7 – Czarny pionek · f7 – Czarny pionek · g7 – Czarny pionek · h7 – Czarny pionek · e6 – Czarny pionek · f6 – Czarny skoczek · d5 – Czarny pionek · c4 – Biały pionek · d4 – Biały pionek · c3 – Biały skoczek · f3 – Biały skoczek · a2 – Biały pionek · b2 – Biały pionek · e2 – Biały pionek · f2 – Biały pionek · g2 – Biały pionek · h2 – Biały pionek · a1 – Biała wieża · c1 – Biały goniec · d1 – Biały hetman · e1 – Biały król · f1 – Biały goniec · h1 – Biała wieża | a8 – Czarna wieża · b8 – Czarny skoczek · c8 – Czarny goniec · d8 – Czarny hetman · e8 – Czarny król · f8 – Czarny goniec · h8 – Czarna wieża · a7 – Czarny pionek · b7 – Czarny pionek · c7 – Czarny pionek · f7 – Czarny pionek · g7 – Czarny pionek · h7 – Czarny pionek · e6 – Czarny pionek · f6 – Czarny skoczek · d5 – Czarny pionek · c4 – Biały pionek · d4 – Biały pionek · c3 – Biały skoczek · f3 – Biały skoczek · a2 – Biały pionek · b2 – Biały pionek · e2 – Biały pionek · f2 – Biały pionek · g2 – Biały pionek · h2 – Biały pionek · a1 – Biała wieża · c1 – Biały goniec · d1 – Biały hetman · e1 – Biały król · f1 – Biały goniec · h1 – Biała wieża | a8 – Czarna wieża · b8 – Czarny skoczek · c8 – Czarny goniec · d8 – Czarny hetman · e8 – Czarny król · f8 – Czarny goniec · h8 – Czarna wieża · a7 – Czarny pionek · b7 – Czarny pionek · c7 – Czarny pionek · f7 – Czarny pionek · g7 – Czarny pionek · h7 – Czarny pionek · e6 – Czarny pionek · f6 – Czarny skoczek · d5 – Czarny pionek · c4 – Biały pionek · d4 – Biały pionek · c3 – Biały skoczek · f3 – Biały skoczek · a2 – Biały pionek · b2 – Biały pionek · e2 – Biały pionek · f2 – Biały pionek · g2 – Biały pionek · h2 – Biały pionek · a1 – Biała wieża · c1 – Biały goniec · d1 – Biały hetman · e1 – Biały król · f1 – Biały goniec · h1 – Biała wieża | a8 – Czarna wieża · b8 – Czarny skoczek · c8 – Czarny goniec · d8 – Czarny hetman · e8 – Czarny król · f8 – Czarny goniec · h8 – Czarna wieża · a7 – Czarny pionek · b7 – Czarny pionek · c7 – Czarny pionek · f7 – Czarny pionek · g7 – Czarny pionek · h7 – Czarny pionek · e6 – Czarny pionek · f6 – Czarny skoczek · d5 – Czarny pionek · c4 – Biały pionek · d4 – Biały pionek · c3 – Biały skoczek · f3 – Biały skoczek · a2 – Biały pionek · b2 – Biały pionek · e2 – Biały pionek · f2 – Biały pionek · g2 – Biały pionek · h2 – Biały pionek · a1 – Biała wieża · c1 – Biały goniec · d1 – Biały hetman · e1 – Biały król · f1 – Biały goniec · h1 – Biała wieża | 6 |
| 5 | a8 – Czarna wieża · b8 – Czarny skoczek · c8 – Czarny goniec · d8 – Czarny hetman · e8 – Czarny król · f8 – Czarny goniec · h8 – Czarna wieża · a7 – Czarny pionek · b7 – Czarny pionek · c7 – Czarny pionek · f7 – Czarny pionek · g7 – Czarny pionek · h7 – Czarny pionek · e6 – Czarny pionek · f6 – Czarny skoczek · d5 – Czarny pionek · c4 – Biały pionek · d4 – Biały pionek · c3 – Biały skoczek · f3 – Biały skoczek · a2 – Biały pionek · b2 – Biały pionek · e2 – Biały pionek · f2 – Biały pionek · g2 – Biały pionek · h2 – Biały pionek · a1 – Biała wieża · c1 – Biały goniec · d1 – Biały hetman · e1 – Biały król · f1 – Biały goniec · h1 – Biała wieża | a8 – Czarna wieża · b8 – Czarny skoczek · c8 – Czarny goniec · d8 – Czarny hetman · e8 – Czarny król · f8 – Czarny goniec · h8 – Czarna wieża · a7 – Czarny pionek · b7 – Czarny pionek · c7 – Czarny pionek · f7 – Czarny pionek · g7 – Czarny pionek · h7 – Czarny pionek · e6 – Czarny pionek · f6 – Czarny skoczek · d5 – Czarny pionek · c4 – Biały pionek · d4 – Biały pionek · c3 – Biały skoczek · f3 – Biały skoczek · a2 – Biały pionek · b2 – Biały pionek · e2 – Biały pionek · f2 – Biały pionek · g2 – Biały pionek · h2 – Biały pionek · a1 – Biała wieża · c1 – Biały goniec · d1 – Biały hetman · e1 – Biały król · f1 – Biały goniec · h1 – Biała wieża | a8 – Czarna wieża · b8 – Czarny skoczek · c8 – Czarny goniec · d8 – Czarny hetman · e8 – Czarny król · f8 – Czarny goniec · h8 – Czarna wieża · a7 – Czarny pionek · b7 – Czarny pionek · c7 – Czarny pionek · f7 – Czarny pionek · g7 – Czarny pionek · h7 – Czarny pionek · e6 – Czarny pionek · f6 – Czarny skoczek · d5 – Czarny pionek · c4 – Biały pionek · d4 – Biały pionek · c3 – Biały skoczek · f3 – Biały skoczek · a2 – Biały pionek · b2 – Biały pionek · e2 – Biały pionek · f2 – Biały pionek · g2 – Biały pionek · h2 – Biały pionek · a1 – Biała wieża · c1 – Biały goniec · d1 – Biały hetman · e1 – Biały król · f1 – Biały goniec · h1 – Biała wieża | a8 – Czarna wieża · b8 – Czarny skoczek · c8 – Czarny goniec · d8 – Czarny hetman · e8 – Czarny król · f8 – Czarny goniec · h8 – Czarna wieża · a7 – Czarny pionek · b7 – Czarny pionek · c7 – Czarny pionek · f7 – Czarny pionek · g7 – Czarny pionek · h7 – Czarny pionek · e6 – Czarny pionek · f6 – Czarny skoczek · d5 – Czarny pionek · c4 – Biały pionek · d4 – Biały pionek · c3 – Biały skoczek · f3 – Biały skoczek · a2 – Biały pionek · b2 – Biały pionek · e2 – Biały pionek · f2 – Biały pionek · g2 – Biały pionek · h2 – Biały pionek · a1 – Biała wieża · c1 – Biały goniec · d1 – Biały hetman · e1 – Biały król · f1 – Biały goniec · h1 – Biała wieża | a8 – Czarna wieża · b8 – Czarny skoczek · c8 – Czarny goniec · d8 – Czarny hetman · e8 – Czarny król · f8 – Czarny goniec · h8 – Czarna wieża · a7 – Czarny pionek · b7 – Czarny pionek · c7 – Czarny pionek · f7 – Czarny pionek · g7 – Czarny pionek · h7 – Czarny pionek · e6 – Czarny pionek · f6 – Czarny skoczek · d5 – Czarny pionek · c4 – Biały pionek · d4 – Biały pionek · c3 – Biały skoczek · f3 – Biały skoczek · a2 – Biały pionek · b2 – Biały pionek · e2 – Biały pionek · f2 – Biały pionek · g2 – Biały pionek · h2 – Biały pionek · a1 – Biała wieża · c1 – Biały goniec · d1 – Biały hetman · e1 – Biały król · f1 – Biały goniec · h1 – Biała wieża | a8 – Czarna wieża · b8 – Czarny skoczek · c8 – Czarny goniec · d8 – Czarny hetman · e8 – Czarny król · f8 – Czarny goniec · h8 – Czarna wieża · a7 – Czarny pionek · b7 – Czarny pionek · c7 – Czarny pionek · f7 – Czarny pionek · g7 – Czarny pionek · h7 – Czarny pionek · e6 – Czarny pionek · f6 – Czarny skoczek · d5 – Czarny pionek · c4 – Biały pionek · d4 – Biały pionek · c3 – Biały skoczek · f3 – Biały skoczek · a2 – Biały pionek · b2 – Biały pionek · e2 – Biały pionek · f2 – Biały pionek · g2 – Biały pionek · h2 – Biały pionek · a1 – Biała wieża · c1 – Biały goniec · d1 – Biały hetman · e1 – Biały król · f1 – Biały goniec · h1 – Biała wieża | a8 – Czarna wieża · b8 – Czarny skoczek · c8 – Czarny goniec · d8 – Czarny hetman · e8 – Czarny król · f8 – Czarny goniec · h8 – Czarna wieża · a7 – Czarny pionek · b7 – Czarny pionek · c7 – Czarny pionek · f7 – Czarny pionek · g7 – Czarny pionek · h7 – Czarny pionek · e6 – Czarny pionek · f6 – Czarny skoczek · d5 – Czarny pionek · c4 – Biały pionek · d4 – Biały pionek · c3 – Biały skoczek · f3 – Biały skoczek · a2 – Biały pionek · b2 – Biały pionek · e2 – Biały pionek · f2 – Biały pionek · g2 – Biały pionek · h2 – Biały pionek · a1 – Biała wieża · c1 – Biały goniec · d1 – Biały hetman · e1 – Biały król · f1 – Biały goniec · h1 – Biała wieża | a8 – Czarna wieża · b8 – Czarny skoczek · c8 – Czarny goniec · d8 – Czarny hetman · e8 – Czarny król · f8 – Czarny goniec · h8 – Czarna wieża · a7 – Czarny pionek · b7 – Czarny pionek · c7 – Czarny pionek · f7 – Czarny pionek · g7 – Czarny pionek · h7 – Czarny pionek · e6 – Czarny pionek · f6 – Czarny skoczek · d5 – Czarny pionek · c4 – Biały pionek · d4 – Biały pionek · c3 – Biały skoczek · f3 – Biały skoczek · a2 – Biały pionek · b2 – Biały pionek · e2 – Biały pionek · f2 – Biały pionek · g2 – Biały pionek · h2 – Biały pionek · a1 – Biała wieża · c1 – Biały goniec · d1 – Biały hetman · e1 – Biały król · f1 – Biały goniec · h1 – Biała wieża | 5 |
| 4 | a8 – Czarna wieża · b8 – Czarny skoczek · c8 – Czarny goniec · d8 – Czarny hetman · e8 – Czarny król · f8 – Czarny goniec · h8 – Czarna wieża · a7 – Czarny pionek · b7 – Czarny pionek · c7 – Czarny pionek · f7 – Czarny pionek · g7 – Czarny pionek · h7 – Czarny pionek · e6 – Czarny pionek · f6 – Czarny skoczek · d5 – Czarny pionek · c4 – Biały pionek · d4 – Biały pionek · c3 – Biały skoczek · f3 – Biały skoczek · a2 – Biały pionek · b2 – Biały pionek · e2 – Biały pionek · f2 – Biały pionek · g2 – Biały pionek · h2 – Biały pionek · a1 – Biała wieża · c1 – Biały goniec · d1 – Biały hetman · e1 – Biały król · f1 – Biały goniec · h1 – Biała wieża | a8 – Czarna wieża · b8 – Czarny skoczek · c8 – Czarny goniec · d8 – Czarny hetman · e8 – Czarny król · f8 – Czarny goniec · h8 – Czarna wieża · a7 – Czarny pionek · b7 – Czarny pionek · c7 – Czarny pionek · f7 – Czarny pionek · g7 – Czarny pionek · h7 – Czarny pionek · e6 – Czarny pionek · f6 – Czarny skoczek · d5 – Czarny pionek · c4 – Biały pionek · d4 – Biały pionek · c3 – Biały skoczek · f3 – Biały skoczek · a2 – Biały pionek · b2 – Biały pionek · e2 – Biały pionek · f2 – Biały pionek · g2 – Biały pionek · h2 – Biały pionek · a1 – Biała wieża · c1 – Biały goniec · d1 – Biały hetman · e1 – Biały król · f1 – Biały goniec · h1 – Biała wieża | a8 – Czarna wieża · b8 – Czarny skoczek · c8 – Czarny goniec · d8 – Czarny hetman · e8 – Czarny król · f8 – Czarny goniec · h8 – Czarna wieża · a7 – Czarny pionek · b7 – Czarny pionek · c7 – Czarny pionek · f7 – Czarny pionek · g7 – Czarny pionek · h7 – Czarny pionek · e6 – Czarny pionek · f6 – Czarny skoczek · d5 – Czarny pionek · c4 – Biały pionek · d4 – Biały pionek · c3 – Biały skoczek · f3 – Biały skoczek · a2 – Biały pionek · b2 – Biały pionek · e2 – Biały pionek · f2 – Biały pionek · g2 – Biały pionek · h2 – Biały pionek · a1 – Biała wieża · c1 – Biały goniec · d1 – Biały hetman · e1 – Biały król · f1 – Biały goniec · h1 – Biała wieża | a8 – Czarna wieża · b8 – Czarny skoczek · c8 – Czarny goniec · d8 – Czarny hetman · e8 – Czarny król · f8 – Czarny goniec · h8 – Czarna wieża · a7 – Czarny pionek · b7 – Czarny pionek · c7 – Czarny pionek · f7 – Czarny pionek · g7 – Czarny pionek · h7 – Czarny pionek · e6 – Czarny pionek · f6 – Czarny skoczek · d5 – Czarny pionek · c4 – Biały pionek · d4 – Biały pionek · c3 – Biały skoczek · f3 – Biały skoczek · a2 – Biały pionek · b2 – Biały pionek · e2 – Biały pionek · f2 – Biały pionek · g2 – Biały pionek · h2 – Biały pionek · a1 – Biała wieża · c1 – Biały goniec · d1 – Biały hetman · e1 – Biały król · f1 – Biały goniec · h1 – Biała wieża | a8 – Czarna wieża · b8 – Czarny skoczek · c8 – Czarny goniec · d8 – Czarny hetman · e8 – Czarny król · f8 – Czarny goniec · h8 – Czarna wieża · a7 – Czarny pionek · b7 – Czarny pionek · c7 – Czarny pionek · f7 – Czarny pionek · g7 – Czarny pionek · h7 – Czarny pionek · e6 – Czarny pionek · f6 – Czarny skoczek · d5 – Czarny pionek · c4 – Biały pionek · d4 – Biały pionek · c3 – Biały skoczek · f3 – Biały skoczek · a2 – Biały pionek · b2 – Biały pionek · e2 – Biały pionek · f2 – Biały pionek · g2 – Biały pionek · h2 – Biały pionek · a1 – Biała wieża · c1 – Biały goniec · d1 – Biały hetman · e1 – Biały król · f1 – Biały goniec · h1 – Biała wieża | a8 – Czarna wieża · b8 – Czarny skoczek · c8 – Czarny goniec · d8 – Czarny hetman · e8 – Czarny król · f8 – Czarny goniec · h8 – Czarna wieża · a7 – Czarny pionek · b7 – Czarny pionek · c7 – Czarny pionek · f7 – Czarny pionek · g7 – Czarny pionek · h7 – Czarny pionek · e6 – Czarny pionek · f6 – Czarny skoczek · d5 – Czarny pionek · c4 – Biały pionek · d4 – Biały pionek · c3 – Biały skoczek · f3 – Biały skoczek · a2 – Biały pionek · b2 – Biały pionek · e2 – Biały pionek · f2 – Biały pionek · g2 – Biały pionek · h2 – Biały pionek · a1 – Biała wieża · c1 – Biały goniec · d1 – Biały hetman · e1 – Biały król · f1 – Biały goniec · h1 – Biała wieża | a8 – Czarna wieża · b8 – Czarny skoczek · c8 – Czarny goniec · d8 – Czarny hetman · e8 – Czarny król · f8 – Czarny goniec · h8 – Czarna wieża · a7 – Czarny pionek · b7 – Czarny pionek · c7 – Czarny pionek · f7 – Czarny pionek · g7 – Czarny pionek · h7 – Czarny pionek · e6 – Czarny pionek · f6 – Czarny skoczek · d5 – Czarny pionek · c4 – Biały pionek · d4 – Biały pionek · c3 – Biały skoczek · f3 – Biały skoczek · a2 – Biały pionek · b2 – Biały pionek · e2 – Biały pionek · f2 – Biały pionek · g2 – Biały pionek · h2 – Biały pionek · a1 – Biała wieża · c1 – Biały goniec · d1 – Biały hetman · e1 – Biały król · f1 – Biały goniec · h1 – Biała wieża | a8 – Czarna wieża · b8 – Czarny skoczek · c8 – Czarny goniec · d8 – Czarny hetman · e8 – Czarny król · f8 – Czarny goniec · h8 – Czarna wieża · a7 – Czarny pionek · b7 – Czarny pionek · c7 – Czarny pionek · f7 – Czarny pionek · g7 – Czarny pionek · h7 – Czarny pionek · e6 – Czarny pionek · f6 – Czarny skoczek · d5 – Czarny pionek · c4 – Biały pionek · d4 – Biały pionek · c3 – Biały skoczek · f3 – Biały skoczek · a2 – Biały pionek · b2 – Biały pionek · e2 – Biały pionek · f2 – Biały pionek · g2 – Biały pionek · h2 – Biały pionek · a1 – Biała wieża · c1 – Biały goniec · d1 – Biały hetman · e1 – Biały król · f1 – Biały goniec · h1 – Biała wieża | 4 |
| 3 | a8 – Czarna wieża · b8 – Czarny skoczek · c8 – Czarny goniec · d8 – Czarny hetman · e8 – Czarny król · f8 – Czarny goniec · h8 – Czarna wieża · a7 – Czarny pionek · b7 – Czarny pionek · c7 – Czarny pionek · f7 – Czarny pionek · g7 – Czarny pionek · h7 – Czarny pionek · e6 – Czarny pionek · f6 – Czarny skoczek · d5 – Czarny pionek · c4 – Biały pionek · d4 – Biały pionek · c3 – Biały skoczek · f3 – Biały skoczek · a2 – Biały pionek · b2 – Biały pionek · e2 – Biały pionek · f2 – Biały pionek · g2 – Biały pionek · h2 – Biały pionek · a1 – Biała wieża · c1 – Biały goniec · d1 – Biały hetman · e1 – Biały król · f1 – Biały goniec · h1 – Biała wieża | a8 – Czarna wieża · b8 – Czarny skoczek · c8 – Czarny goniec · d8 – Czarny hetman · e8 – Czarny król · f8 – Czarny goniec · h8 – Czarna wieża · a7 – Czarny pionek · b7 – Czarny pionek · c7 – Czarny pionek · f7 – Czarny pionek · g7 – Czarny pionek · h7 – Czarny pionek · e6 – Czarny pionek · f6 – Czarny skoczek · d5 – Czarny pionek · c4 – Biały pionek · d4 – Biały pionek · c3 – Biały skoczek · f3 – Biały skoczek · a2 – Biały pionek · b2 – Biały pionek · e2 – Biały pionek · f2 – Biały pionek · g2 – Biały pionek · h2 – Biały pionek · a1 – Biała wieża · c1 – Biały goniec · d1 – Biały hetman · e1 – Biały król · f1 – Biały goniec · h1 – Biała wieża | a8 – Czarna wieża · b8 – Czarny skoczek · c8 – Czarny goniec · d8 – Czarny hetman · e8 – Czarny król · f8 – Czarny goniec · h8 – Czarna wieża · a7 – Czarny pionek · b7 – Czarny pionek · c7 – Czarny pionek · f7 – Czarny pionek · g7 – Czarny pionek · h7 – Czarny pionek · e6 – Czarny pionek · f6 – Czarny skoczek · d5 – Czarny pionek · c4 – Biały pionek · d4 – Biały pionek · c3 – Biały skoczek · f3 – Biały skoczek · a2 – Biały pionek · b2 – Biały pionek · e2 – Biały pionek · f2 – Biały pionek · g2 – Biały pionek · h2 – Biały pionek · a1 – Biała wieża · c1 – Biały goniec · d1 – Biały hetman · e1 – Biały król · f1 – Biały goniec · h1 – Biała wieża | a8 – Czarna wieża · b8 – Czarny skoczek · c8 – Czarny goniec · d8 – Czarny hetman · e8 – Czarny król · f8 – Czarny goniec · h8 – Czarna wieża · a7 – Czarny pionek · b7 – Czarny pionek · c7 – Czarny pionek · f7 – Czarny pionek · g7 – Czarny pionek · h7 – Czarny pionek · e6 – Czarny pionek · f6 – Czarny skoczek · d5 – Czarny pionek · c4 – Biały pionek · d4 – Biały pionek · c3 – Biały skoczek · f3 – Biały skoczek · a2 – Biały pionek · b2 – Biały pionek · e2 – Biały pionek · f2 – Biały pionek · g2 – Biały pionek · h2 – Biały pionek · a1 – Biała wieża · c1 – Biały goniec · d1 – Biały hetman · e1 – Biały król · f1 – Biały goniec · h1 – Biała wieża | a8 – Czarna wieża · b8 – Czarny skoczek · c8 – Czarny goniec · d8 – Czarny hetman · e8 – Czarny król · f8 – Czarny goniec · h8 – Czarna wieża · a7 – Czarny pionek · b7 – Czarny pionek · c7 – Czarny pionek · f7 – Czarny pionek · g7 – Czarny pionek · h7 – Czarny pionek · e6 – Czarny pionek · f6 – Czarny skoczek · d5 – Czarny pionek · c4 – Biały pionek · d4 – Biały pionek · c3 – Biały skoczek · f3 – Biały skoczek · a2 – Biały pionek · b2 – Biały pionek · e2 – Biały pionek · f2 – Biały pionek · g2 – Biały pionek · h2 – Biały pionek · a1 – Biała wieża · c1 – Biały goniec · d1 – Biały hetman · e1 – Biały król · f1 – Biały goniec · h1 – Biała wieża | a8 – Czarna wieża · b8 – Czarny skoczek · c8 – Czarny goniec · d8 – Czarny hetman · e8 – Czarny król · f8 – Czarny goniec · h8 – Czarna wieża · a7 – Czarny pionek · b7 – Czarny pionek · c7 – Czarny pionek · f7 – Czarny pionek · g7 – Czarny pionek · h7 – Czarny pionek · e6 – Czarny pionek · f6 – Czarny skoczek · d5 – Czarny pionek · c4 – Biały pionek · d4 – Biały pionek · c3 – Biały skoczek · f3 – Biały skoczek · a2 – Biały pionek · b2 – Biały pionek · e2 – Biały pionek · f2 – Biały pionek · g2 – Biały pionek · h2 – Biały pionek · a1 – Biała wieża · c1 – Biały goniec · d1 – Biały hetman · e1 – Biały król · f1 – Biały goniec · h1 – Biała wieża | a8 – Czarna wieża · b8 – Czarny skoczek · c8 – Czarny goniec · d8 – Czarny hetman · e8 – Czarny król · f8 – Czarny goniec · h8 – Czarna wieża · a7 – Czarny pionek · b7 – Czarny pionek · c7 – Czarny pionek · f7 – Czarny pionek · g7 – Czarny pionek · h7 – Czarny pionek · e6 – Czarny pionek · f6 – Czarny skoczek · d5 – Czarny pionek · c4 – Biały pionek · d4 – Biały pionek · c3 – Biały skoczek · f3 – Biały skoczek · a2 – Biały pionek · b2 – Biały pionek · e2 – Biały pionek · f2 – Biały pionek · g2 – Biały pionek · h2 – Biały pionek · a1 – Biała wieża · c1 – Biały goniec · d1 – Biały hetman · e1 – Biały król · f1 – Biały goniec · h1 – Biała wieża | a8 – Czarna wieża · b8 – Czarny skoczek · c8 – Czarny goniec · d8 – Czarny hetman · e8 – Czarny król · f8 – Czarny goniec · h8 – Czarna wieża · a7 – Czarny pionek · b7 – Czarny pionek · c7 – Czarny pionek · f7 – Czarny pionek · g7 – Czarny pionek · h7 – Czarny pionek · e6 – Czarny pionek · f6 – Czarny skoczek · d5 – Czarny pionek · c4 – Biały pionek · d4 – Biały pionek · c3 – Biały skoczek · f3 – Biały skoczek · a2 – Biały pionek · b2 – Biały pionek · e2 – Biały pionek · f2 – Biały pionek · g2 – Biały pionek · h2 – Biały pionek · a1 – Biała wieża · c1 – Biały goniec · d1 – Biały hetman · e1 – Biały król · f1 – Biały goniec · h1 – Biała wieża | 3 |
| 2 | a8 – Czarna wieża · b8 – Czarny skoczek · c8 – Czarny goniec · d8 – Czarny hetman · e8 – Czarny król · f8 – Czarny goniec · h8 – Czarna wieża · a7 – Czarny pionek · b7 – Czarny pionek · c7 – Czarny pionek · f7 – Czarny pionek · g7 – Czarny pionek · h7 – Czarny pionek · e6 – Czarny pionek · f6 – Czarny skoczek · d5 – Czarny pionek · c4 – Biały pionek · d4 – Biały pionek · c3 – Biały skoczek · f3 – Biały skoczek · a2 – Biały pionek · b2 – Biały pionek · e2 – Biały pionek · f2 – Biały pionek · g2 – Biały pionek · h2 – Biały pionek · a1 – Biała wieża · c1 – Biały goniec · d1 – Biały hetman · e1 – Biały król · f1 – Biały goniec · h1 – Biała wieża | a8 – Czarna wieża · b8 – Czarny skoczek · c8 – Czarny goniec · d8 – Czarny hetman · e8 – Czarny król · f8 – Czarny goniec · h8 – Czarna wieża · a7 – Czarny pionek · b7 – Czarny pionek · c7 – Czarny pionek · f7 – Czarny pionek · g7 – Czarny pionek · h7 – Czarny pionek · e6 – Czarny pionek · f6 – Czarny skoczek · d5 – Czarny pionek · c4 – Biały pionek · d4 – Biały pionek · c3 – Biały skoczek · f3 – Biały skoczek · a2 – Biały pionek · b2 – Biały pionek · e2 – Biały pionek · f2 – Biały pionek · g2 – Biały pionek · h2 – Biały pionek · a1 – Biała wieża · c1 – Biały goniec · d1 – Biały hetman · e1 – Biały król · f1 – Biały goniec · h1 – Biała wieża | a8 – Czarna wieża · b8 – Czarny skoczek · c8 – Czarny goniec · d8 – Czarny hetman · e8 – Czarny król · f8 – Czarny goniec · h8 – Czarna wieża · a7 – Czarny pionek · b7 – Czarny pionek · c7 – Czarny pionek · f7 – Czarny pionek · g7 – Czarny pionek · h7 – Czarny pionek · e6 – Czarny pionek · f6 – Czarny skoczek · d5 – Czarny pionek · c4 – Biały pionek · d4 – Biały pionek · c3 – Biały skoczek · f3 – Biały skoczek · a2 – Biały pionek · b2 – Biały pionek · e2 – Biały pionek · f2 – Biały pionek · g2 – Biały pionek · h2 – Biały pionek · a1 – Biała wieża · c1 – Biały goniec · d1 – Biały hetman · e1 – Biały król · f1 – Biały goniec · h1 – Biała wieża | a8 – Czarna wieża · b8 – Czarny skoczek · c8 – Czarny goniec · d8 – Czarny hetman · e8 – Czarny król · f8 – Czarny goniec · h8 – Czarna wieża · a7 – Czarny pionek · b7 – Czarny pionek · c7 – Czarny pionek · f7 – Czarny pionek · g7 – Czarny pionek · h7 – Czarny pionek · e6 – Czarny pionek · f6 – Czarny skoczek · d5 – Czarny pionek · c4 – Biały pionek · d4 – Biały pionek · c3 – Biały skoczek · f3 – Biały skoczek · a2 – Biały pionek · b2 – Biały pionek · e2 – Biały pionek · f2 – Biały pionek · g2 – Biały pionek · h2 – Biały pionek · a1 – Biała wieża · c1 – Biały goniec · d1 – Biały hetman · e1 – Biały król · f1 – Biały goniec · h1 – Biała wieża | a8 – Czarna wieża · b8 – Czarny skoczek · c8 – Czarny goniec · d8 – Czarny hetman · e8 – Czarny król · f8 – Czarny goniec · h8 – Czarna wieża · a7 – Czarny pionek · b7 – Czarny pionek · c7 – Czarny pionek · f7 – Czarny pionek · g7 – Czarny pionek · h7 – Czarny pionek · e6 – Czarny pionek · f6 – Czarny skoczek · d5 – Czarny pionek · c4 – Biały pionek · d4 – Biały pionek · c3 – Biały skoczek · f3 – Biały skoczek · a2 – Biały pionek · b2 – Biały pionek · e2 – Biały pionek · f2 – Biały pionek · g2 – Biały pionek · h2 – Biały pionek · a1 – Biała wieża · c1 – Biały goniec · d1 – Biały hetman · e1 – Biały król · f1 – Biały goniec · h1 – Biała wieża | a8 – Czarna wieża · b8 – Czarny skoczek · c8 – Czarny goniec · d8 – Czarny hetman · e8 – Czarny król · f8 – Czarny goniec · h8 – Czarna wieża · a7 – Czarny pionek · b7 – Czarny pionek · c7 – Czarny pionek · f7 – Czarny pionek · g7 – Czarny pionek · h7 – Czarny pionek · e6 – Czarny pionek · f6 – Czarny skoczek · d5 – Czarny pionek · c4 – Biały pionek · d4 – Biały pionek · c3 – Biały skoczek · f3 – Biały skoczek · a2 – Biały pionek · b2 – Biały pionek · e2 – Biały pionek · f2 – Biały pionek · g2 – Biały pionek · h2 – Biały pionek · a1 – Biała wieża · c1 – Biały goniec · d1 – Biały hetman · e1 – Biały król · f1 – Biały goniec · h1 – Biała wieża | a8 – Czarna wieża · b8 – Czarny skoczek · c8 – Czarny goniec · d8 – Czarny hetman · e8 – Czarny król · f8 – Czarny goniec · h8 – Czarna wieża · a7 – Czarny pionek · b7 – Czarny pionek · c7 – Czarny pionek · f7 – Czarny pionek · g7 – Czarny pionek · h7 – Czarny pionek · e6 – Czarny pionek · f6 – Czarny skoczek · d5 – Czarny pionek · c4 – Biały pionek · d4 – Biały pionek · c3 – Biały skoczek · f3 – Biały skoczek · a2 – Biały pionek · b2 – Biały pionek · e2 – Biały pionek · f2 – Biały pionek · g2 – Biały pionek · h2 – Biały pionek · a1 – Biała wieża · c1 – Biały goniec · d1 – Biały hetman · e1 – Biały król · f1 – Biały goniec · h1 – Biała wieża | a8 – Czarna wieża · b8 – Czarny skoczek · c8 – Czarny goniec · d8 – Czarny hetman · e8 – Czarny król · f8 – Czarny goniec · h8 – Czarna wieża · a7 – Czarny pionek · b7 – Czarny pionek · c7 – Czarny pionek · f7 – Czarny pionek · g7 – Czarny pionek · h7 – Czarny pionek · e6 – Czarny pionek · f6 – Czarny skoczek · d5 – Czarny pionek · c4 – Biały pionek · d4 – Biały pionek · c3 – Biały skoczek · f3 – Biały skoczek · a2 – Biały pionek · b2 – Biały pionek · e2 – Biały pionek · f2 – Biały pionek · g2 – Biały pionek · h2 – Biały pionek · a1 – Biała wieża · c1 – Biały goniec · d1 – Biały hetman · e1 – Biały król · f1 – Biały goniec · h1 – Biała wieża | 2 |
| 1 | a8 – Czarna wieża · b8 – Czarny skoczek · c8 – Czarny goniec · d8 – Czarny hetman · e8 – Czarny król · f8 – Czarny goniec · h8 – Czarna wieża · a7 – Czarny pionek · b7 – Czarny pionek · c7 – Czarny pionek · f7 – Czarny pionek · g7 – Czarny pionek · h7 – Czarny pionek · e6 – Czarny pionek · f6 – Czarny skoczek · d5 – Czarny pionek · c4 – Biały pionek · d4 – Biały pionek · c3 – Biały skoczek · f3 – Biały skoczek · a2 – Biały pionek · b2 – Biały pionek · e2 – Biały pionek · f2 – Biały pionek · g2 – Biały pionek · h2 – Biały pionek · a1 – Biała wieża · c1 – Biały goniec · d1 – Biały hetman · e1 – Biały król · f1 – Biały goniec · h1 – Biała wieża | a8 – Czarna wieża · b8 – Czarny skoczek · c8 – Czarny goniec · d8 – Czarny hetman · e8 – Czarny król · f8 – Czarny goniec · h8 – Czarna wieża · a7 – Czarny pionek · b7 – Czarny pionek · c7 – Czarny pionek · f7 – Czarny pionek · g7 – Czarny pionek · h7 – Czarny pionek · e6 – Czarny pionek · f6 – Czarny skoczek · d5 – Czarny pionek · c4 – Biały pionek · d4 – Biały pionek · c3 – Biały skoczek · f3 – Biały skoczek · a2 – Biały pionek · b2 – Biały pionek · e2 – Biały pionek · f2 – Biały pionek · g2 – Biały pionek · h2 – Biały pionek · a1 – Biała wieża · c1 – Biały goniec · d1 – Biały hetman · e1 – Biały król · f1 – Biały goniec · h1 – Biała wieża | a8 – Czarna wieża · b8 – Czarny skoczek · c8 – Czarny goniec · d8 – Czarny hetman · e8 – Czarny król · f8 – Czarny goniec · h8 – Czarna wieża · a7 – Czarny pionek · b7 – Czarny pionek · c7 – Czarny pionek · f7 – Czarny pionek · g7 – Czarny pionek · h7 – Czarny pionek · e6 – Czarny pionek · f6 – Czarny skoczek · d5 – Czarny pionek · c4 – Biały pionek · d4 – Biały pionek · c3 – Biały skoczek · f3 – Biały skoczek · a2 – Biały pionek · b2 – Biały pionek · e2 – Biały pionek · f2 – Biały pionek · g2 – Biały pionek · h2 – Biały pionek · a1 – Biała wieża · c1 – Biały goniec · d1 – Biały hetman · e1 – Biały król · f1 – Biały goniec · h1 – Biała wieża | a8 – Czarna wieża · b8 – Czarny skoczek · c8 – Czarny goniec · d8 – Czarny hetman · e8 – Czarny król · f8 – Czarny goniec · h8 – Czarna wieża · a7 – Czarny pionek · b7 – Czarny pionek · c7 – Czarny pionek · f7 – Czarny pionek · g7 – Czarny pionek · h7 – Czarny pionek · e6 – Czarny pionek · f6 – Czarny skoczek · d5 – Czarny pionek · c4 – Biały pionek · d4 – Biały pionek · c3 – Biały skoczek · f3 – Biały skoczek · a2 – Biały pionek · b2 – Biały pionek · e2 – Biały pionek · f2 – Biały pionek · g2 – Biały pionek · h2 – Biały pionek · a1 – Biała wieża · c1 – Biały goniec · d1 – Biały hetman · e1 – Biały król · f1 – Biały goniec · h1 – Biała wieża | a8 – Czarna wieża · b8 – Czarny skoczek · c8 – Czarny goniec · d8 – Czarny hetman · e8 – Czarny król · f8 – Czarny goniec · h8 – Czarna wieża · a7 – Czarny pionek · b7 – Czarny pionek · c7 – Czarny pionek · f7 – Czarny pionek · g7 – Czarny pionek · h7 – Czarny pionek · e6 – Czarny pionek · f6 – Czarny skoczek · d5 – Czarny pionek · c4 – Biały pionek · d4 – Biały pionek · c3 – Biały skoczek · f3 – Biały skoczek · a2 – Biały pionek · b2 – Biały pionek · e2 – Biały pionek · f2 – Biały pionek · g2 – Biały pionek · h2 – Biały pionek · a1 – Biała wieża · c1 – Biały goniec · d1 – Biały hetman · e1 – Biały król · f1 – Biały goniec · h1 – Biała wieża | a8 – Czarna wieża · b8 – Czarny skoczek · c8 – Czarny goniec · d8 – Czarny hetman · e8 – Czarny król · f8 – Czarny goniec · h8 – Czarna wieża · a7 – Czarny pionek · b7 – Czarny pionek · c7 – Czarny pionek · f7 – Czarny pionek · g7 – Czarny pionek · h7 – Czarny pionek · e6 – Czarny pionek · f6 – Czarny skoczek · d5 – Czarny pionek · c4 – Biały pionek · d4 – Biały pionek · c3 – Biały skoczek · f3 – Biały skoczek · a2 – Biały pionek · b2 – Biały pionek · e2 – Biały pionek · f2 – Biały pionek · g2 – Biały pionek · h2 – Biały pionek · a1 – Biała wieża · c1 – Biały goniec · d1 – Biały hetman · e1 – Biały król · f1 – Biały goniec · h1 – Biała wieża | a8 – Czarna wieża · b8 – Czarny skoczek · c8 – Czarny goniec · d8 – Czarny hetman · e8 – Czarny król · f8 – Czarny goniec · h8 – Czarna wieża · a7 – Czarny pionek · b7 – Czarny pionek · c7 – Czarny pionek · f7 – Czarny pionek · g7 – Czarny pionek · h7 – Czarny pionek · e6 – Czarny pionek · f6 – Czarny skoczek · d5 – Czarny pionek · c4 – Biały pionek · d4 – Biały pionek · c3 – Biały skoczek · f3 – Biały skoczek · a2 – Biały pionek · b2 – Biały pionek · e2 – Biały pionek · f2 – Biały pionek · g2 – Biały pionek · h2 – Biały pionek · a1 – Biała wieża · c1 – Biały goniec · d1 – Biały hetman · e1 – Biały król · f1 – Biały goniec · h1 – Biała wieża | a8 – Czarna wieża · b8 – Czarny skoczek · c8 – Czarny goniec · d8 – Czarny hetman · e8 – Czarny król · f8 – Czarny goniec · h8 – Czarna wieża · a7 – Czarny pionek · b7 – Czarny pionek · c7 – Czarny pionek · f7 – Czarny pionek · g7 – Czarny pionek · h7 – Czarny pionek · e6 – Czarny pionek · f6 – Czarny skoczek · d5 – Czarny pionek · c4 – Biały pionek · d4 – Biały pionek · c3 – Biały skoczek · f3 – Biały skoczek · a2 – Biały pionek · b2 – Biały pionek · e2 – Biały pionek · f2 – Biały pionek · g2 – Biały pionek · h2 – Biały pionek · a1 – Biała wieża · c1 – Biały goniec · d1 – Biały hetman · e1 – Biały król · f1 – Biały goniec · h1 – Biała wieża | 1 |
|   | a | b | c | d | e | f | g | h |   |

Transpozycja – w teorii otwarć szachowych – sytuacja, w której do tej samej pozycji na szachownicy dochodzi się poprzez zastosowanie różnej kolejności posunięć. Rodzaj (nazwa) otwarcia nie zależy wówczas od kolejności początkowych posunięć, ale od pozycji, do której one doprowadziły. Przykładowo, sekwencja posunięć:
1.Sf3 d5
2.c4 e6
jest charakterystyczna dla otwarcia Rétiego. Jeśli jednak gra potoczy się dalej tak: 
3.d4 Sf6
4.Sc3
powstanie pozycja typowa dla nieprzyjętego gambitu hetmańskiego (1.d4 d5 2.c4 e6 3.Sc3 Sf6 4.Sf3 - pozycja na diagramie). Transpozycje sprawiają wiele problemów początkującym szachistom przy poznawaniu tajników otwarć szachowych.